# Lykens
Lykens is een plaats (borough) in de Amerikaanse staat Pennsylvania, en valt bestuurlijk gezien onder Dauphin County.

## Demografie
Bij de volkstelling in 2000 werd het aantal inwoners vastgesteld op 1937. In 2006 is het aantal inwoners door het United States Census Bureau geschat op 1846, een daling van 91 (-4,7%).

## Geografie
Volgens het United States Census Bureau beslaat de plaats een oppervlakte van 3,5 km², geheel bestaande uit land. Lykens ligt op ongeveer 459 m boven zeeniveau.

## Plaatsen in de nabije omgeving
De onderstaande figuur toont nabijgelegen plaatsen in een straal van 12 km rond Lykens.